# Grandi Laghi (America)
I Grandi Laghi dell'America settentrionale sono un complesso di cinque laghi d'acqua dolce, tutti fra i più grandi al mondo, che costituisce una sorta di mare interno compreso fra gli Stati Uniti d'America e il Canada. Danno il nome all'omonimo territorio che li comprende detto Regione dei Grandi Laghi, posta al confine di Stati Uniti e Canada, e costituiscono insieme tra le più grandi riserve di acqua dolce della Terra.

## Caratteristiche

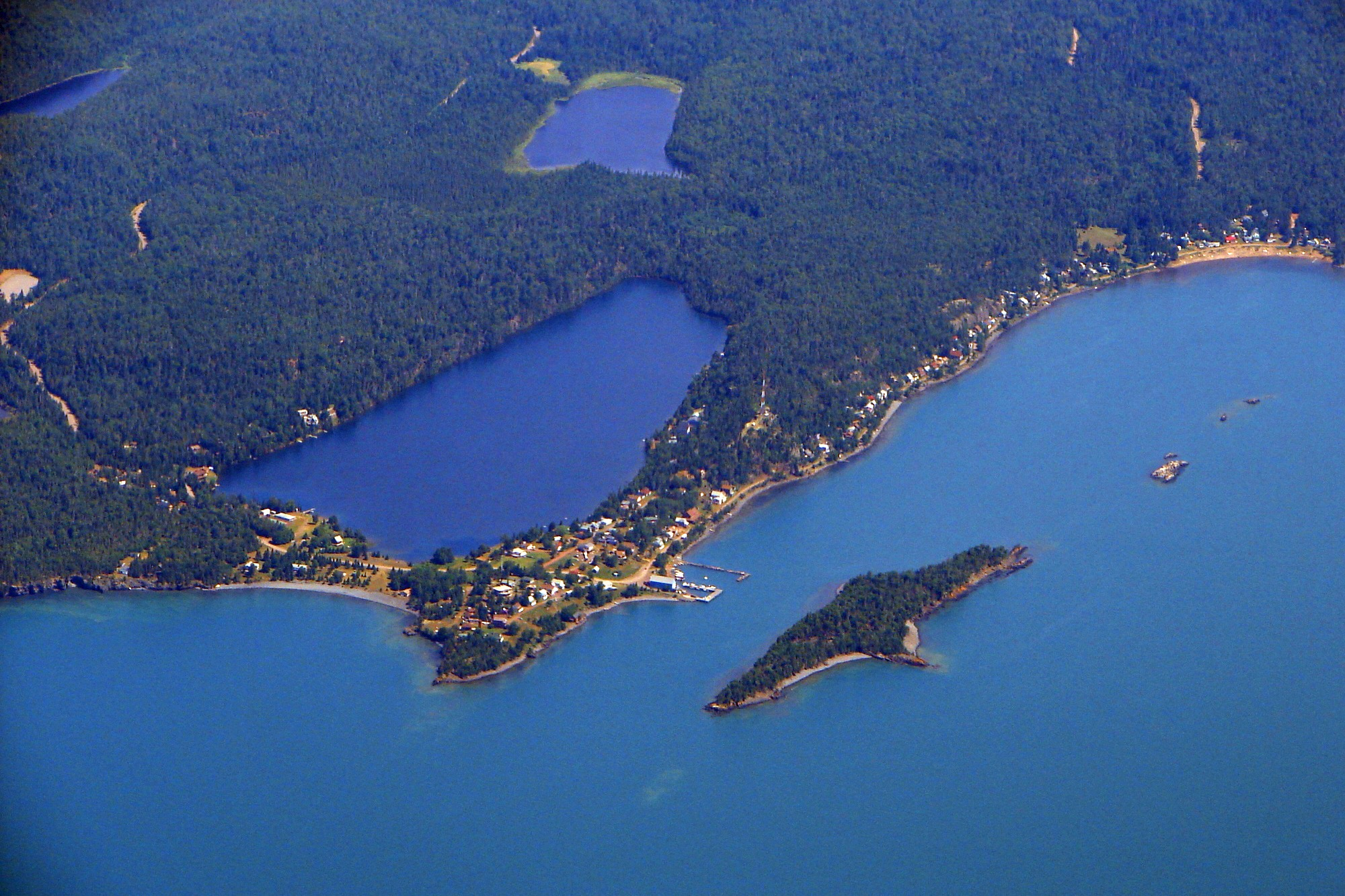
Lago Superiore

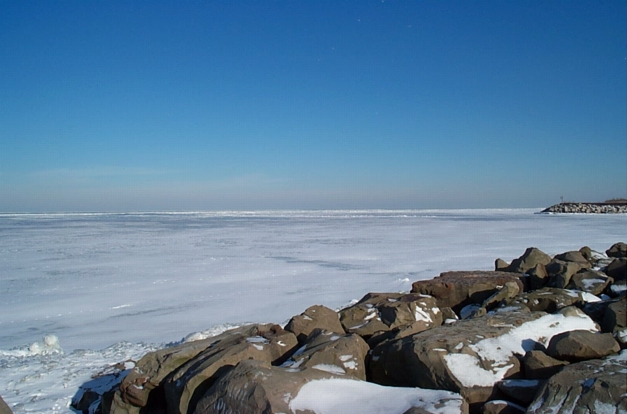
Lago Erie

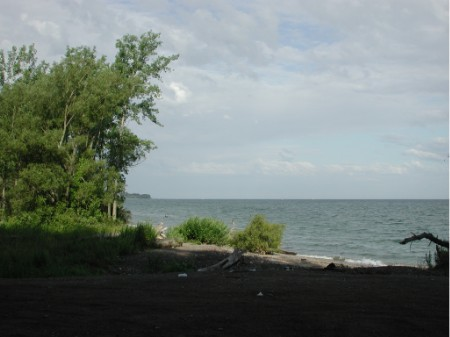
Lago Ontario

I cinque laghi sono (da ovest a est, cioè grossomodo da monte a valle):
- Lago Superiore (il più vasto, alto e profondo);
- Lago Michigan (interamente nel territorio statunitense);
- Lago Huron (il secondo per superficie; al suo interno si trova Manitoulin, l'isola lacustre più grande del mondo);
- Lago Erie (il meno profondo);
- Lago Ontario (il più piccolo per superficie).

Del sistema fa parte anche il relativamente piccolo Lago St. Clair, che si trova sulla lingua di terra che separa i laghi Huron ed Erie.
I laghi Michigan e Huron sono allo stesso livello e non sono collegati da un fiume ma dagli stretti di Mackinac (tanto che potrebbero essere considerati due sezioni di un unico lago), mentre gli altri sono collegati dai fiumi St. Marys (dal Superiore all'Huron), St. Clair (dall'Huron al St. Clair), Detroit (dal St. Clair all'Erie) e Niagara (dall'Erie all'Ontario), sul quale si trovano le famose cascate. Il sistema è collegato al mare dal fiume San Lorenzo, che sfocia nell'Atlantico.
I Grandi Laghi sono sempre stati importanti vie di comunicazione, e oggi grazie ad alcuni canali artificiali (per esempio il canale Welland, che permette di passare dal lago Ontario al lago Erie, aggirando le cascate del Niagara) navi di grosso tonnellaggio possono risalire dall'Atlantico fino alle estremità dei laghi Michigan e Superiore. La facilità delle comunicazioni ha fatto sì che molte delle più importanti città del Canada (Toronto sul lago Ontario, Ottawa, Montréal e Québec sul fiume San Lorenzo) e degli Stati Uniti (Chicago sul lago Michigan, Detroit sull'omonimo fiume, Cleveland e Buffalo sul lago Erie) sorgessero sui laghi o sulle vie d'acqua che li collegano con il mare.
I grandi laghi bagnano le coste della provincia canadese dell'Ontario (un'altra provincia canadese, il Québec, è attraversata dal fiume San Lorenzo) e degli Stati statunitensi di Minnesota, Wisconsin, Illinois, Indiana, Michigan, Ohio, Pennsylvania e New York.
- Ontario
- Minnesota
- Wisconsin
- Illinois
- Indiana
- Michigan
- Ohio
- Pennsylvania
- New York

## Dati geografici
| Nome           | Superficie (km²) | Volume d'acqua (km³) | Altitudine (m sul livello del mare) | Profondità media (m) | Profondità massima (m) | Sviluppo costiero (km) | Profilo |
| -------------- | ---------------- | -------------------- | ----------------------------------- | -------------------- | ---------------------- | ---------------------- | ------- |
| Lago Superiore | 82.414           | 12.100               | 183                                 | 147                  | 406                    | 4.385                  |         |
| Lago Michigan  | 57.760           | 4.900                | 176                                 | 85                   | 281                    | 2.636                  |         |
| Lago Huron     | 59.600           | 3.540                | 176                                 | 59                   | 229                    | 6.156                  |         |
| Lago Erie      | 25.744           | 483                  | 174                                 | 19                   | 64                     | 1.370                  |         |
| Lago Ontario   | 19.529           | 1.639                | 75                                  | 86                   | 244                    | 1.146                  |         |